# Frank De Vol
Frank Denny De Vol, o semplicemente De Vol (Moundsville, 20 settembre 1911 – Lafayette, 27 ottobre 1999), è stato un compositore statunitense di colonne sonore cinematografiche.

## Filmografia parziale
- Mezzogiorno di... fifa (Pardners), regia di Norman Taurog (1956)
- Il letto racconta... (Pillow Talk), regia di Michael Gordon - tema musicale (1959)
- Sindacato assassini (Murder Inc.), regia di Burt Balaban e Stuart Rosenberg (1960)
- Letti separati (The Wheeler Dealers), regia di Arthur Hiller (1963)
- Il volo della fenice (The Flight of the Phoenix), regia di Robert Aldrich (1965)
- Quella sporca ultima meta (The Longest Yard), regia di Robert Aldrich (1974)
- Scusi, dov'è il West? (The Frisco Kid), regia di Robert Aldrich (1979)

## Premi Oscar alla miglior colonna sonora

### Nomination
- Il letto racconta... (1960)
- Piano... piano, dolce Carlotta (1965)
- Cat Ballou (1966)
- Indovina chi viene a cena? (1968)

## Premi Oscar Miglior Canzone

### Nomination
- Piano... piano, dolce Carlotta (1965)